# ألبينا (إلهة)
ألبينا أو الإلهة البيضاء، (بالإنجليزية: Albina or The White Goddess)‏، هي إلهة (ربما إتروسكانية [الإنجليزية]) مرتبطة بالفجر وتأسيس بريطانيا العظمى.

تصف مقالة روبرت جريفز "الإلهة البيضاء" ألبينا بأنها واحدة من خمسين أختٍ تُسمى ألبيون. يُعتقد أن الاسم الأصلي لبريطانيا العظمى، ألبيون، مستوحى من المنحدرات البيضاء في دوفر، المشتقة من الكلمة اللاتينية ألبوس (Albus)، والتي تعني "أبيض" أو "مشرق".